# Joenoes Polnaija
Joenoes Polnaija (1989) is een Nederlandse acteur en theatermaker. Hij is vooral bekend van zijn rol in de film De Oost (2020). Zijn documentaire Kleinkinderen van de Oost was in 2023 de openingsfilm tijdens het Movies that Matter Festival.

## Biografie
Polnaija werd geboren in een Moluks gezin en behoort tot de derde generatie. De familie Polnaija komt oorspronkelijk van Saparua, de familie van zijn moeder, Lumulisanaij, van Seram. Zijn ene grootmoeder komt uit Sukabumi, zijn andere grootmoeder uit Bandung. Zijn beide grootvaders waren Ambonezen en waren in dienst bij het Koninklijk Nederlandsch-Indisch Leger, en vochten in hun functie tegen de Indonesische onafhankelijkheid. In 1951 kwamen ze aan in de haven van Rotterdam. De familie van zijn vaders kant is met het passagiersschip de MS Skaubryn naar Nederland gekomen, zijn familie van moeders kant met de AS Roma.
Polnaija's vader werd geboren in Woonoord Schattenberg, het voormalige Kamp Westerbork. Hij behoorde tot de groep Molukkers die in de jaren zeventig radicaliseerde en overging tot gewelddadige treinkapingen en gijzelingsacties. Als 18-jarige jongen deed hij mee aan de gijzeling in de lagere school in Bovensmilde. In het radioprogramma Nooit Meer Slapen noemde Polnaija de keuze van zijn vader "spijtig anno nu", maar hij kon het "heel goed begrijpen dat dat in die tijd een van de weinige opties was, maar het is hartstikke fout, geweld is nooit goed, maar ik probeer te zoeken naar de menselijkheid".
Polnaija groeide op in de Molukse wijk in Tiel, waar hij vmbo-tl aan het RSG Lingecollege deed. Hoewel Polnaija van mening is dat zijn vader de frustratie en teleurstelling van de jaren zeventig niet op hem heeft overgedragen, ging hij in zijn puberteit rebelleren doordat hij moeilijk kon omgaan met autoriteiten, zoals docenten. Het frustreerde hem dat hij een "hele hoop voelde", maar "niet wist waar het vandaan kwam". Naar eigen zeggen was Polnaija als puber een "tikkende tijdbom". Na de middelbare school ging hij naar de MBO Theaterschool in Rotterdam, waar hij zijn opleiding in 2013 afrondde. Op deze school waren de docenten volgens hem niet autoritair, maar eerder "een soort van therapeuten, en die gingen bij mij op bepaalde punten drukken," zei Polnaija hierover. Van hen kreeg hij andere tools om met zijn boosheid om te gaan en leerde hij zijn frustraties te uiten via kunst, wat hij ging zien als zijn manier van verzet.

## Werk
Polnaija wordt vaak getypecast en speelde onder meer in De Punt, Mocro Maffia, Doodstil en Flikken Maastricht. Hij is vooral bekend om zijn rol in De Oost, waarvoor hij zich aan regisseur Jim Taihuttu opdrong. In deze film speelt hij de Molukse KNIL-soldaat Samuel die in dienst is bij de Korps Speciale Troepen, de groep waar de vader van zijn moeder in zat. Deze grootvader heeft Polnaija nooit gekend. "Daardoor had ik het gevoel dat ik in de film moest. Zodat ik hem zo kon leren kennen," vertelde hij hierover in een interview met FunX. Voor zijn gevoel speelde hij zijn eigen grootvader, wat hij als confronterend ervoer. Bij zijn familie probeerde hij verhalen over de oorlog los te krijgen. "Maar over die gebeurtenissen werd minimaal gesproken. Als het al zo was, ging het meer over de leuke dingen." Er werd weinig gepraat over de oorlogstijd. "Niet over de mensen die ze hebben moeten doden tijdens de acties of hun vrienden die gesneuveld zijn." In het teken van de Nationale Herdenking 15 augustus 1945 gaf hij aan begrip te hebben voor de zwijgcultuur, maar voegde eraan toe dat herdenken "niet ontkennen wat er is gebeurd" betekent. "We moeten het niet onthouden als een trauma, maar als een les." Zijn achtergrond en familiegeschiedenis ziet hij een "inspiratiebron" en "pronkstuk". Desalniettemin ervaart hij een "after shock" van de oorlog, die hem "nog veel" doet.
Op de set van De Oost leerde hij regisseur Daan van Citters kennen. Al gauw ontdekten ze dat hun grootvaders hadden gevochten tegen de Indonesische onafhankelijkheid. Daar waar Polnaija's grootvader een gerekruteerde Molukse militair was, was Citters' grootvader een Nederlandse oorlogsvrijwilliger. Van Citters kwam na de opnames met het idee om samen een documentaire te maken over deze gedeelde geschiedenis. "Ik zei niet meteen 'ja'," aldus Polnaija. "Het heeft misschien tweeënhalf jaar geduurd voordat ik tegen hem zei: 'laten we het proberen'. Ik was schichtig." Doordat zijn familie eveneens een dergelijke documentaire niet zag zitten, besloten Polnaija en Van Citters het over een andere boeg te gooien. Hierdoor kwam de focus niet te liggen op de grootvaders, maar op het effect van wat zij hebben meegemaakt en via de kinderen hebben doorgegeven aan de kleinkinderen. Uiteindelijk werd Kleinkinderen van de Oost een portret van "twee mensen die in het hier en nu zijn, maar terug kunnen kijken naar wat er ooit was". In de documentaire gaan ze op zoek naar de trauma's die hun grootvaders opliepen toen zij hielpen de Indonesische onafhankelijkheidsoorlog neer te slaan. Hun reis gaat over schuld, schaamte en transgenerationeel trauma. Polnaija ging naar de Molukken "om er iets te halen, iets te zoeken". Door in de voetsporen van zijn grootvaders te treden, hoopte hij antwoord te krijgen op de vragen waar hij al sinds zijn puberteit mee worstelde. De reis ervoer hij dan ook als "hartstikke zwaar" en noemde het een "20 dagen lange therapiesessie". Met deze documentaire, die tijdens het Movies that Matter Festival in 2023 de openingsfilm was, rondde hij zijn zoektocht af.

## Persoonlijk leven
Polnaija is getrouwd en heeft drie kinderen.

## Filmografie
| Jaar      | Titel                     | Wat          | Rol            |
| --------- | ------------------------- | ------------ | -------------- |
| 2009      | De Punt                   | Telefilm     | Philip         |
| 2015      | Flikken Maastricht        | Politieserie | Diego Perreira |
| 2015      | 't Schaep met de 5 pooten | Komedieserie | Donnie         |
| 2015      | Schaep Ahoy               | Komedie      | Donnie         |
| 2016-2017 | Petticoat                 | Dramaserie   | Boelie         |
| 2019      | Instinct                  | Film         | Shaki          |
| 2020      | De Oost                   | Oorlogsfilm  | Samuel         |
| 2020-2021 | Doodstil                  | Misdaaddrama | Mike           |
| 2021      | De regels van Floor       | Kinderserie  | Tatoeëerder    |
| 2021      | Mocro Maffia              | Misdaadserie | Berani         |
| 2022      | Turning Red               | Animatiefilm | Jin Lee        |
| 2022      | Blijf                     | Korte film   | Simon Kakisina |
| 2023      | Kleinkinderen van de Oost | Documentaire | Als zichzelf   |
| 2023      | Hardcore Never Dies       | Film         | Hendrik        |
| 2024      | Pulang                    | Film         | Agus           |
| 2024      | Onopgelost                | Misdaadserie | Glen           |